# Johann Christian Flemming
Johann Christian Flemming (* 1705 in Uebigau; † 21. März  1775 in Torgau) war ein deutscher Orgelbauer, der im 18. Jahrhundert im nordwestlichen Sachsen wirkte, mit Werkstatt in Torgau ab ca. 1730. Von seinen Orgelneubauten ist nichts erhalten. Sein Sohn Johann Christian Friedrich Flemming wurde ebenfalls Orgelbauer.

## Werkliste
In der fünften Spalte bezeichnet die römische Zahl die Anzahl der Manuale, ein großes „P“ ein selbstständiges Pedal, ein kleines „p“ ein nur angehängtes Pedal. Die arabische Zahl gibt die Anzahl der klingenden Register an. Die letzte Spalte bietet Angaben zum Erhaltungszustand sowie Links mit weiterführender Information. Kursivschreibung zeigt an, dass die Orgel nicht mehr oder nur das historische Gehäuse erhalten ist. 
| Jahr      | Ort          | Gebäude                | Bild | Manuale | Register | Bemerkungen                                                                                              |
| --------- | ------------ | ---------------------- | ---- | ------- | -------- | --- |
| 1730      | Torgau       | Stadtkirche St. Marien |      |         |          | Reparatur der Orgel von Andreas Tamitius (1695), spätestens 1793 abgebaut                                |
| 1738–1740 | Leipnitz     | Dorfkirche             |      | I/P     | 10       | Neubau, spätestens 1906 abgebaut                                                                         |
| 1740      | Fremdiswalde | Dorfkirche             |      |         |          | Neubau, am 2. Juli 1740 eingeweiht, 1755 repariert, spätestens 1900 unspielbar, spätestens 1904 abgebaut |
| 1751      | Bucha        | Dorfkirche             |      |         |          | umfassende Erneuerung eines Instruments von 1700, im April 1868 nach Brand zerstört                      |
| 1754      | Ganzig       | Kirche Ganzig          |      | I/P     | 10       | Neubau, 1859 ersetzt                                                                                     |
| 1751–1757 | Wurzen       | Dom St. Marien         |      |         |          | Reparatur der Orgel aus dem 16. Jh., spätestens 1817 abgebaut                                            |
| 1763      | Gottscheina  | Kirche Gottscheina     |      | I       |          | Neubau, 1853 ersetzt                                                                                     |
| ?         | Lonnewitz    | Dorfkirche             |      | I/P     | 9        | Neubau                                                                                                   |